# DAF 33
El DAF 33 es un coche sedán compacto producido por la compañía DAF de Eindhoven, en los Países Bajos entre 1967 y 1974. Exteriormente y técnicamente difería poco de su predecesor el DAF Daffodil.
1966 había visto la introducción del DAF 44 estilizado por Giovanni Michelotti que apareció para competir virtualmente en el mismo segmento de mercado que el diseño basado en el Daffodil; pero el 33, con sus costos de desarrollo presumiblemente amortizados desde hacía tiempo, permaneció en producción con el nuevo nombre. Una versión más lujosa estuvo disponible a partir de 1969. Desde entonces el coche cambió muy poco: sin embargo el sistema eléctrico de 6 voltios fue remplazado por uno de 12 voltios en 1972.
El DAF 33, en común con otros coches de DAF, presentaba un sistema de transmisión variable continua, el DAF Variomatic.

## Referencias

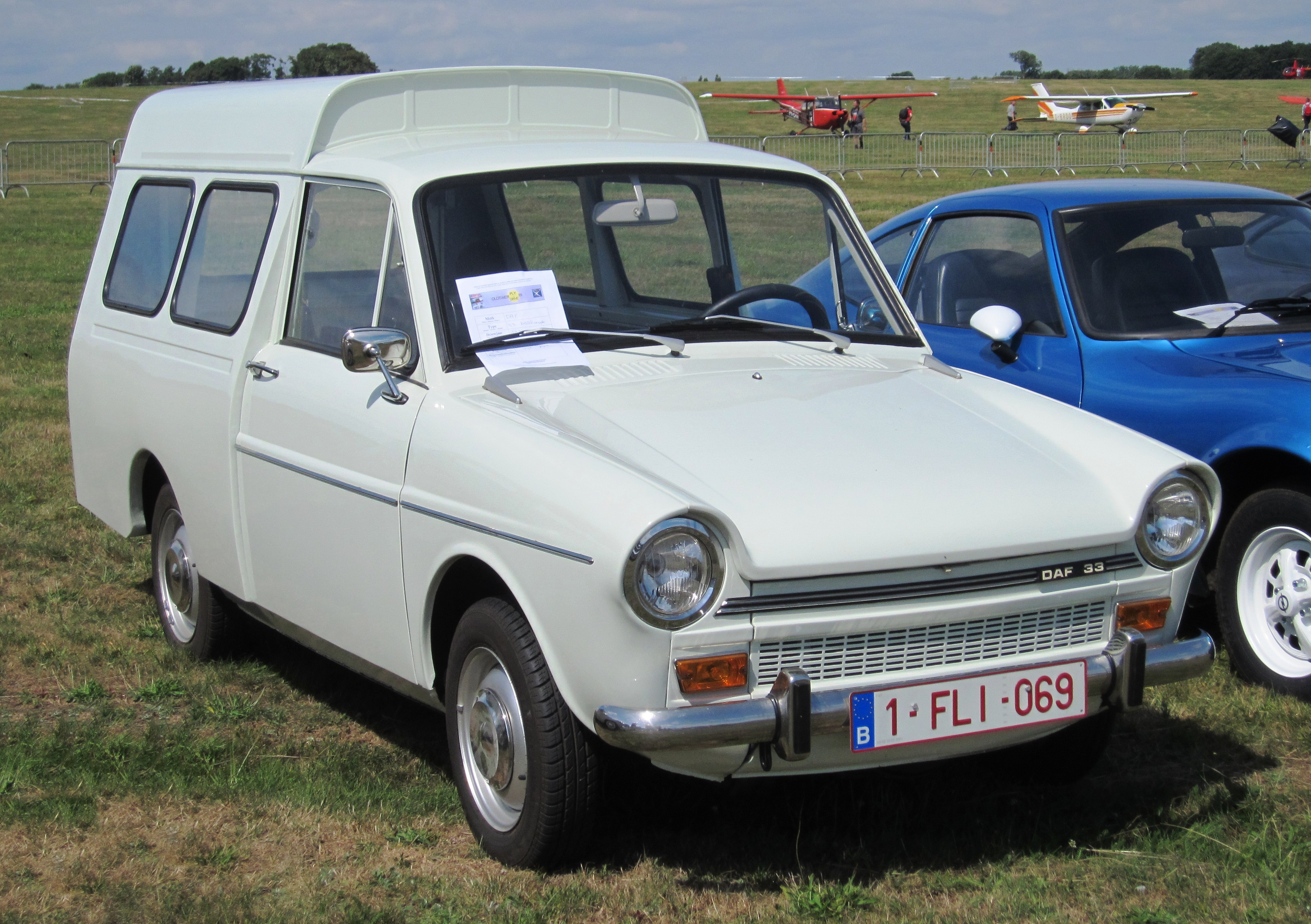
Daf 33 Kombi.